# Törökország az 1960. évi téli olimpiai játékokon
Törökország az egyesült államokbeli Squaw Valleyben megrendezett 1960. évi téli olimpiai játékok egyik részt vevő nemzete volt. Az országot az olimpián 1 sportágban 2 sportoló képviselte, akik érmet nem szereztek.

## Alpesisí
Férfi
| Versenyző         | Versenyszám      | 1. futam | 1. futam | 2. futam | 2. futam | Összesítés | Összesítés |
| Versenyző         | Versenyszám      | Idő      | Hely.    | Idő      | Hely.    | Idő        | Helyezés   |
| ----------------- | ---------------- | -------- | -------- | -------- | -------- | ---------- | ---------- |
| Muzaffer Demirhan | Lesiklás         |          |          |          |          | kizárták   | kizárták   |
| Muzaffer Demirhan | Műlesiklás       | 1:26,3   | 41.      | kizárták | kizárták | kiesett    | kiesett    |
| Muzaffer Demirhan | Óriás-műlesiklás |          |          |          |          | kizárták   | kizárták   |
| Zeki Şamiloğlu    | Lesiklás         |          |          |          |          | 2:42,4     | 58.        |
| Zeki Şamiloğlu    | Műlesiklás       | 1:29,0   | 47.      | 2:05,7   | 39.      | 3:34,7     | 39.        |
| Zeki Şamiloğlu    | Óriás-műlesiklás |          |          |          |          | 2:26,3     | 54.        |